# Skylander SK-105
Le Skylander était un programme de construction d'avion civil biturbopropulseur lancé en 2001 par la société française GECI International et abandonné en 2012. 

## Historique
Le projet développé par la société française GECI International au travers de sa filiale GECI Aviation a débuté en 1988 s'appelait au départ SB100C,. Cotée sur Alternext, GECI Aviation était le nouveau nom du regroupement de Reims Aviation Industries et Sky Aircraft (2010).

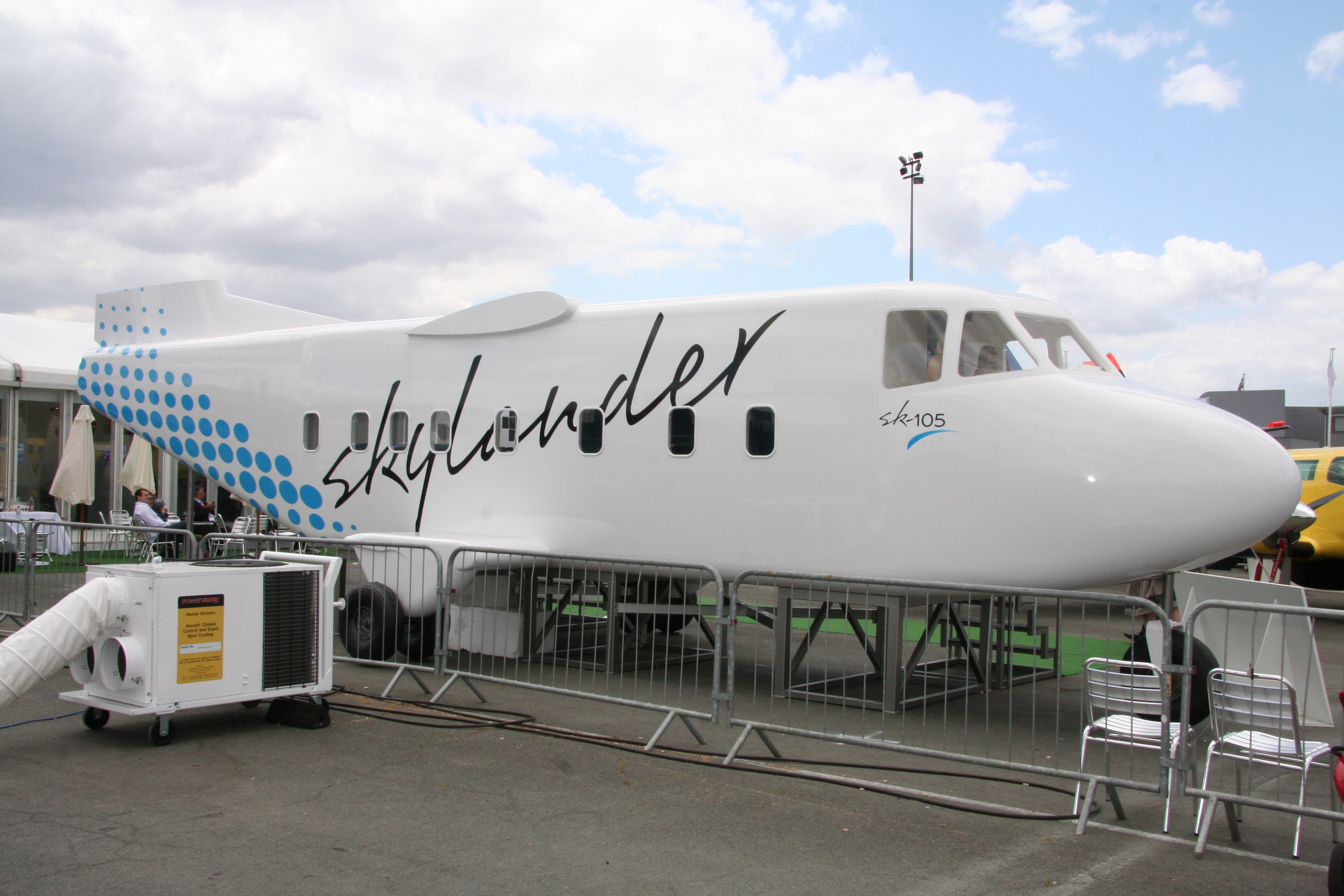
Maquette de l'ancienne version du Skylander SK-105 exposée au Salon du Bourget 2009

La première équipe de conception travailla en 2001-2002 en Roumanie sous la direction de Desmond Norman, co-concepteur du Britten-Norman Islander britannique. Le premier vol était alors prévu pour 2004.
Après plusieurs reports et après avoir tenté d'assurer la réalisation du prototype à Tarbes en France, puis à Évora au Portugalcelle-ci a implanté en 2008 son pôle GECI Aviation sur l'ancienne base aérienne de Chambley-Bussières avec le soutien de la région Lorraine et du gouvernement de l'époque.
En octobre 2009, l'allure générale de l'avion avait été modifiée de façon importante : nouveau fuselage, nouvelle voilure et train modifié, ce qui rendait obsolète la maquette présentée au Salon aéronautique du Bourget de juin 2009.
De 2010 à 2012, la Région Lorraine a versé à la société Sky Aircraft trois avances remboursables pour un montant global de 21,1 M€. Après avoir espéré rentrer au capital de l’entreprise (ce qui est juridiquement impossible pour elle), la région verse en 2010 une première aide de 9,1 M€. Puis une seconde de 7 M€ en 2011 et une troisième de 5 M€ en 2012. Seules, les deux dernières ont été gagées par Geci International, caution en cas de défaut de paiement de sa filiale lorraine. La première aide, cautionnée par Geci Aviation n’offre pas le même niveau de garantie.
Repoussée d'année en année, la sortie du premier prototype n'était toujours pas réalisée en décembre 2012, la société ayant été mise en redressement judiciaire en octobre 2012. La liquidation judiciaire de la société, prononcée le 16 avril 2013 a mis un arrêt définitif à ce projet.

## Caractéristiques envisagées
Le Skylander était un bi-turbopropulseur à ailes hautes, à train fixe et cabine non pressurisée, capable de transporter jusqu'à 19 passagers ou 2,7 tonnes de fret. C'était un avion prévu dans la catégorie CS23 / FAR23.
Ses spécifications rendaient ce projet très comparable à des avions existants comme l'Antonov An-28, le Twin Otter 400, le GAF Nomad, le Dornier 228, le CASA C-212, le Let L-410 Turbolet entre autres et aussi au prototype volant chinois Harbin Y12F (successeur du Harbin Y-12) ou au Dirgantara Indonesia N-219. Le prix version passager était estimé à 6,5 millions de dollars (3 millions de dollars en juin 2009).
Le projet prévoyait les performances suivantes :
- Vitesse de croisière maximale : 235 nœuds
- Vitesse de croisière long range : 180 nœuds
- Rayon d’action (LRC, sans réserve) : 2500 km
- Distance de décollage (SL-ISA) : 600 m
- Distance d’atterrissage (ground roll) : 255 m
- Masse maximale au décollage : 8 620 kg
- Charge utile maximale : 2 700 kg (modèle d'après 2009, 3300 kg jusqu'en 2008[11]
- Version passagers : 19
- Volume cabine	: 25 m3
- Volume soute à bagages : 3 m3
- Propulsion : 2 turbines Pratt & Whitney PT6-65B (1 100 ch)
- Avionique : Glass Cockpit Cobham
- Hélices : 5 pales Hartzell

## Missions
Le Skylander devait être un avion polyvalent capable d'effectuer de nombreuses missions :
- transport de passagers en version Commuter 19 places ou VIP ou 2,7 tonnes de fret
- transport de fret en vrac (28 m3 de volume cabine pour 3 tonnes de charge utile), de palettes (4 palettes standard PKC) ou de containers LD3 (version ultérieure)
- transport combiné passagers et fret (combi 10/12 pax + volume fret de 14,5 m3 et plus)
- évacuation sanitaire (6 civières et 4 sièges)
- surveillance aérienne
- utilisations militaires : transport, parachutage, formation

## Fabrication
Le site de production aurait été implanté en Meurthe-et-Moselle, sur l’ancienne base aérienne de l'OTAN de Chambley-Bussières sur une surface de 22 hectares. GECI Aviation avait bénéficié pour ce complexe industriel du soutien de l’État, de la Région Lorraine, de la Direction à l’aménagement du territoire (DIACT) et d'Oséo[réf. souhaitée].
La découpe des premiers copeaux, le first metal cut, avait été réalisée, sur un élément de volet, le 27 avril 2010 à Baccarat en Lorraine au sein de la société Baccarat Précision. 
En décembre 2010, la société Cobham Avionics avait annoncé avoir été présélectionnée pour équiper le cockpit du Skylander mais en décembre 2012, aucun prototype n'était encore construit.

## Longues incertitudes sur la construction
En juin 2001, le premier vol était annoncé pour 2004.
En juillet 2003, le premier vol était annoncé pour deux ans après soit 2005.
En décembre 2009, le premier vol était prévu pour le second semestre 2011.
Si en avril 2010, le processus de fabrication avait été annoncé comme déjà commencé en vue de la production du premier prototype au second semestre 2011, il n'en avait rien été.
En effet, en avril 2010 la phase d’industrialisation est loin de pouvoir commencer puisque la demande d’agrément de conception (DOA), première étape de la procédure visant à la certification de l’appareil n’a pas encore été déposée à l’Agence européenne de la sécurité aérienne (EASA). Cette procédure est longue (plusieurs années), contraignante et incontournable[réf. souhaitée].
En avril 2011, la société GECI était contrainte d'annoncer le décalage du premier vol au premier semestre 2012 et des livraisons pour fin 2013, et confirmait l'information en juin.
Cette date prévisionnelle de lancement fut alors contestée par la presse locale sur la base de l'absence de DOA.
Dans le rapport trimestriel GECI publié en novembre 2011, la date du premier vol était repoussée au second semestre 2012. Puis en février 2012, GECI repoussait encore la prévision de ce premier vol en septembre 2013.
Le 13 avril 2012, les pouvoirs publics français revenaient sur leur engagement à financer l'appareil à la suite d'un audit du programme par des experts. Le 16 avril 2012, le président du Conseil régional Jean-Pierre Masseret annonçait que la région n'abandonnerait pas le projet. Une semaine plus tard, l'État français démentait les dires de GECI sur son désengagement au financement du projet. Le 7 juin 2012, en pleine tourmente médiatico-financière du projet Skylander,, GECI International sollicitait la suspension de la cotation de ses actions auprès d'Euronext compte tenu des difficultés rencontrées par sa filiale GECI Aviation.
Face au manque de financement du projet, Sky Aircraft filiale à 100 % de Geci Aviation fut placée en redressement judiciaire le 4 octobre 2012 avec une période d'observation de six mois. Finalement, la liquidation judiciaire a été prononcée le 16 avril 2013. La procédure de  liquidation judiciaire a été close le 16 mai 2021 .

## Intentions (annoncées) de commandes
Au salon du Bourget de 19 juin 2007, Geci International annonçait une centaine d'intentions de commandes, notamment de la part d'Alkan Aviation (Egypte), de Farnair Switzerland (Suisse), de General Aviation (Turquie), de Falcon Aviation (Dubaï). La même année, au salon de Dubaï, la compagnie turque ACT Airlines signe une lettre d'intention pour 15 Skylander SK-100.
Au salon du Bourget le 19 juin 2009, Serge Bitboul, PDG de Geci International, annonçait être en négociations pour une centaine de commandes. Des discussions étaient « en cours avec des compagnies basées en Asie et au Moyen-Orient [...] et le patron de Geci avait signé un protocole d’accord d’acquisition de quatre premiers Skylander avec TransAsia Aviation ».
Au salon du Bourget de juin 2011 étaient annoncées les intentions de commandes (Memorandum of understanding) suivantes :
- compagnie malaisienne TransAsia : 8 avions avec 4 options.
- compagnie thaïlandaise Kan Air : 5 avions avec 3 options
- compagnie indonésienne PT Sky Aviation : 10 avions avec 10 options
- compagnie laotienne Phongsavanh Airlines : 5 avions et 3 options
- client non identifié : 2 avions

En 2012 :
- compagnie russe Aviamost : 40 avions et 260 options. Ce qui en ferait son plus gros client éventuel[28]. L'existence de la compagnie donna toutefois lieu à une forte controverse et l'on s'étonnait de l'intérêt d'un pays qui dispose déjà d'un prototype volant assez proche de conception comme le Technoavia Rysachok[29].

- compagnie française Air Antilles Express: 2 avions et 3 options.

## Épilogue
Lors de la liquidation judiciaire, la maquette en bois a été vendue 6 000 € fin 2013 à un camping de Loire-Atlantique pour en faire un mobil-home original. Quant à la maquette numérique, elle avait été attribuée à Redstone Capital pour 1,4 M€ le 6 mars 2017 qui devait évaluer cette maquette d'ici le 6 juin 2017. Cette option a été abandonnée. Le Skylander 105 a essayé de se faire une nouvelle jeunesse sous le nom de SKY-205. Finalement, le projet aurait été repris par la société chinoise Tianjiao en juin 2018 pour 1,9 M€ seulement.
Dans un droit de réponse envoyé par Serge Bitboul à la rédaction de France Télévisions à la suite de la diffusion en 2020 du reportage Skylander, chronique d’un avion fantôme selon lequel les grands perdants ont surtout été les contribuables lorrains, le Pdg de Geci International tente néanmoins de faire croire que le nouveau Cessna 408 SkyCourier est issu du SK105, présenté comme « très beau projet de construction d’un avion 19 places qui a été finalement développé et commercialisé par CESSNA récemmen t». Il n'en est rien : malgré des objectifs équivalents en termes de capacité de transport, le Cessna 408 SkyCourier, développé par Textron Aviation, présente de notables différences : longueur, envergure, vitesse, autonomie, motorisation, cockpit, aérodynamisme (ailes à hauban, nez, etc.).
Début mai 2021, la chambre commerciale du tribunal judiciaire de Metz sommait Geci International de rembourser à la Région Grand Est une créance de 11,1 M€ au titre du remboursement des avances consenties par la région pour ce projet avorté. Le jeudi 20 janvier 2022, la cour d’appel de Paris a confirmé deux jugements en première instance du 2 mars 2020 condamnant Serge Bitboul à indemniser 18 actionnaires de Geci Aviation. En revanche, la région Grand Est a été finalement déboutée de sa demande de remboursement des avances de 20 M€ par le tribunal correctionnel de Paris le 28 février 2023.